# Лебеди Непрядвы
«Лебеди Непрядвы» — советский рисованный мультипликационный фильм, посвящённый 600-летию Куликовской битвы. Фильм создал режиссёр Роман Давыдов на студии «Союзмультфильм» в 1980 году.

## Сюжет
Мультфильм начинается с предыстории. XIII век. Показывается нашествие монголов на Русь.
Прошло полтора века. XIV век. На Руси существует один из центров становления будущей российской государственности — Московское княжество.
Пока русские люди строят дома и налаживают мирную жизнь, в Москве князь Дмитрий Иоаннович объясняет своему сыну Василию, зачем он ездил в Орду, причём приводятся в качестве примера такие князья, как Александр Невский, Иван Калита, Симеон Гордый. А тем временем темник Мамай на охоте узнаёт от слуги о поражении монголо-татар в битве на Воже и решает устроить поход на Русь. Князь Дмитрий тоже готовится к битве и едет к Сергию Радонежскому за благословением. Ночью в келье князь беседует со святым старцем и знакомится с иноками-монахами Александром Пересветом и Родионом Ослябей. Святой Сергий выводит князя на свет Божий и предсказывает ему победу: «Вот твоя сила, княже! Сим победиши!»
После чего Дмитрий ведёт рать к Куликову полю, а ночью вместе с воеводой Дмитрием Боброк-Волынским обдумывает стратегию предстоящей битвы. На рассвете воевода указывает князю на зарю и говорит ему, что это хороший знак. К рассвету русское и татаро-монгольское войска готовы к битве. Причём Мамай руководит из своей ставки на холме, а князь Дмитрий встаёт в ряды простых воинов. Затем выезжает из татарского войска богатырь Челубей и похваляется перед русскими воинами. Александр Пересвет получает дозволение от князя на поединок и побеждает Челубея, но погибает сам. Александр Пересвет говорит: «Больно, Мама!». А Богородица ему отвечает: «А ты спи, Светик!».
Битва начинается с перестрелки между русскими и татарскими лучниками, а затем ордынская конница обрушивается на русские полки. Стоявший в засаде князь Серпухова Владимир Андреевич рад боевой обстановке, а дозорный воин на дереве сообщает воеводе Боброк-Волынскому о гибели передового полка.
В разгар боя князь Дмитрий общается с кузнецом Егором из Рязани. Гибель грозит Дмитрию, но тут на помощь приходит Ослябя. По мановению руки Мамая новые орды конных татар наступают на русские полки и теснят их, угрожая при этом княжеской ставке, где находится боярин Михаил Бренок. Князь Владимир Андреевич рвется в бой, но его останавливает опытный воевода Боброк-Волынский. Тем временем Михаил Бренок вступает в схватку с ордынцами, но погибает в ходе очередного наступления Мамаевых орд. Мамай рад успехам в битве и подает чашку с кумысом слуге, а дозорный кричит, что татары уже вышли к реке Непрядве («… к Непрядве подошли!..»). Хотя складывается критический момент в битве, засадный полк во главе с воеводой и серпуховским князем вступает в бой и русские полки переходят в наступление на ошеломлённого врага. Татары бегут с поля, а вместе с ними и Мамай. Словно мечи, княжеские полки разрушают Мамаев шатёр и татарские юрты, и уничтожают остатки татарского воинства на берегу реки Красной Мечи. Мамай становится призраком и растворяется в небытии, а князь Дмитрий с победой возвращается в Москву. Фильм завершается словами летописца о Куликовской битве и её дате: «И бысть битва сия, от сотворения мира, в лето шесть тысяч восемьсот восемьдесят восьмое, сентябре, день осьмой — 1380 год.»

## Роли озвучивали
- Константин Захаров — московский князь Дмитрий Иванович
- Николай Сергеев — игумен Троицко-Сергиевой лавры Сергий Радонежский
- Степан Бубнов — воевода Дмитрий Боброк-Волынец
- Лев Шабарин — князь Серпухова Владимир Андреевич
- Михаил Кисляров — монах Пересвет
- Владимир Бурлаков — кузнец Егор
- Владимир Кенигсон — темник Мамай
- Феликс Яворский — читает текст

## Создатели
- Автор сценария: Аркадий Снесарев
- Режиссёр: Роман Давыдов
- Художники-постановщики: Александр Винокуров, Николай Ерыкалов
- Оператор: Борис Котов
- Композитор: Владимир Кривцов
- Звукооператор: Владимир Кутузов
- Художники-мультипликаторы: Олег Сафронов, Виктор Шевков, Олег Комаров, Владимир Зарубин, Фёдор Елдинов, Владимир Шевченко, Александр Мазаев, Александр Давыдов, Виталий Бобров, Алексей Букин, Владимир Вышегородцев
- Консультант — доктор исторических наук, профессор: В. Буганов
- Редактор: Елена Никиткина
- Директор картины: Николай Евлюхин